# Église Saints-Pierre-et-Paul de Mellier
Pour les articles homonymes, voir Église Saints-Pierre-et-Paul.
L'église Saints-Pierre-et-Paul est un édifice religieux catholique classé situé dans le village de Mellier dans la commune de Léglise en province de Luxembourg (Belgique).

## Situation
L'édifice est situé sur la partie haute du noyau ancien du village ardennais de Mellier, le long de la rue sans issue des Orlais et au sud-est de la butte Haut de la Cour (altitude : 409 m) boisée et aussi classée. L'église est entourée par un ancien cimetière appelé localement le cimetière des Âmes ceint par un mur partiellement érigé en pierre de schiste.

## Historique et architecture
Au nord-ouest de l'édifice actuel, s'élevait jadis une chapelle consacrée à saint Pierre, citée en 1304 et démolie en 1842 au moment de la construction de l'église actuelle.
Cette petite église, se rapprochant plus des proportions d'une chapelle, est un édifice néo-classique en schiste érigé vers 1841-1842. Il est constitué d'une seule nef de quatre travées aujourd'hui bardée de petites ardoises et percée de grandes baies en arc en plein cintre et d'une abside semi-circulaire comprenant aussi une baie cintrée. La façade en schiste est restée crépie et blanchie. Sous un oculus, le portail axial est entouré par deux pilastres. Le fronton et le clocheton sont placés en 1872. 
À l’intérieur, l’église conserve un mobilier de style Empire, plusieurs statues du XVIIIe siècle ainsi que des fonts baptismaux portés par un fût de colonne ancien du XVIe siècle.

## Classement
L'ensemble formé par l'église Saints-Pierre-et-Paul, le cimetière et la butte dite "Haut de la Cour" est repris depuis le 26 février 1981 sur la liste du patrimoine immobilier classé de Léglise.